# Lion Island
Lion Island è un'isola fluviale che si trova alla foce del fiume Hawkesbury all'interno della Broken Bay, nel Nuovo Galles del Sud, in Australia. 
L'isola appartiene alla Local Government Area del Consiglio della Costa Centrale (Central Coast Council).
Lion Island ha un'area di 8 ettari e fa interamente parte della riserva naturale del parco nazionale Ku-Ring-Gai Chase.

## Fauna
Lion Island contiene la più grande colonia di pinguino minore blu dell'area di Sydney. Nel 2007, la popolazione era di circa 300 coppie riproduttive.  Fornisce inoltre l'habitat riproduttivo per diverse specie di uccelli marini e migratori, tra cui la berta del Pacifico e la berta grigia.